# Атик джамия (Сяр)
Атик джамия или Ески джамия (на турски: Atik, Eski Camii; на гръцки: Έσκι Τζαμί, Τέμενος) е бивш средновековен мюсюлмански храм в източномакедонския град Сяр (Серес), Гърция. Построена е в 1385 година на днешния площад „Елевтерия“ две години след завоюването на града от османците. Джамията е спомената в XVII век в пътеписа на Евлия Челеби:
| „ | Разположена е на Долния пазар и има купол, покрит с олово и високо, кръгло минаре. Тъй като е в тясно пространство, няма градини. Има чешма пред предната врата, която се отваря в посока на Мека. На чешмата вярващите правят своето измиване. От датата, изписана на вратата се разбира, че е основана от Халил паша Чандарлъ в 787 (1385-86), по време на управлението на султан Мурад. | “ |

Според запазени стари снимки джамията е имала портик с три отделения и минаре с един балкон. На западната ѝ страна са куполите на Серския безистен. Джамията вероятно е била планирана да напомня Мехмед бей джамия. Джамията изгаря в пожар в 1719 година и е построена според оригиналната структура в 1837 година по заповед на султан Махмуд II. Надписът Селджук султан джамия е запазен в градините на нейно място и в него се твърди, че джамията е поправяна два пъти. През 1891 година Георги Стрезов пише за джамията:
| „ | От джамиите на първо място стои Ески-джами в центъра на чаршията. Тази джамия е великолепен модел на арабска архитектура; има богата библиотека и царски доходи. | “ |

В 1912 година, когато Сяр е превзет от Българската армия, поради липса на българска църква в града, минарето е съборено и джамията е превърната в българска митрополитска църква, наречена „Св. св. Кирил и Методий“. Когато Сяр е завладян от гръцката армия през Междусъюзническата война в юни 1913 година и в крайна сметка остава в Гърция, джамията е върната на турците в града и е построено ново минаре. След обмена на население между Гърция и Турция през 20-те години на XX век, сградата става собственост на Гръцката централна банка. По-късно се дава под наем като кафе, музикална сцена и кино. В 1937 година е съборена, за да се построи офис комплекс.